# Чулково (Калузька область)
Чулково (рос. Чулково) — присілок в Малоярославецькому районі Калузької області Російської Федерації.
Населення становить 70 осіб. Входить до складу муніципального утворення Село Маклино.

## Історія
Від 2004 року входить до складу муніципального утворення Село Маклино.

## Населення
| 2002 | 2010 |
| ---- | ---- |
| 79   | ↘70  |